# Esteiros
Esteiros é um romance de  Soeiro Pereira Gomes, publicado em 1941. Integra-se na estética do neo-realismo e retrata o trabalho infantil na vila de Alhandra.

## Enredo
A obra narra, ficcionalmente, a vida de jovens trabalhadores que, nas margens dos esteiros do Rio Tejo, fabricam peças de barro nos telhais, e revela em vários momentos uma contraposição definitiva entre ricos e pobres.
Um grupo de garotos está no cerne da obra, sendo três personagens as mais expressivas: o estudioso Gaitinhas, o revoltado Gineto e o menino de rua Sagui. Outra personagem é Baptista Pereira, um dos “pequenos heróis” da obra e nadador exímio.

### Tempo
A estrutura temporal do romance consiste numa ação que se reparte pelas quatro estações (Outono, Inverno, Primavera, Verão). Corresponde a um movimento, uma mudança psicossocial: as personagens transformam-se, tal como se transforma a natureza, que recusa ou assegura o trabalho aos jovens semivagabundos.
- Outono: marca o termo da faina no telhal, abre para o espaço da feira, da festa;
- Inverno: marca a negra miséria, do naufrágio em que se perde a barca-arca (e o estatuto de proprietário) do Manuel do Bote, seu habitáculo, seu microcosmos.

## Personagens
- Sr. Castro - arrendatário, deformado pelo poder que o dinheiro confere
- José Vicente - patrão cruel do Telhal do Zé Vicente, obriga adolescentes a desenformar tijolos ainda escaldantes
- Zarolho - capataz
- Gaitinhas - trabalhador cujo nome era João.
- Maquineta - trabalhador cujo nome o vincula à máquina, à fábrica por ele apetecida, à condição operária
- Gineto - herói, trabalhador. É líder do bando pícaro.
- Ti Bento
- Pai do Gaitinhas (Pedro)
- Mariana
- Sagui - trabalhador, vê almas penadas
- Cocas
- Arturinho
- Madalena - tuberculosa
- Guedelhas
- Manuel do Bote
- Malesso
- Branquinho - cavalo branco de Sagui